# Copa Libertadores 2002
W czterdziestej trzeciej edycji Copa Libertadores udział wzięły 34 kluby reprezentujące wszystkie kraje zrzeszone w CONMEBOL oraz Meksyk, będący członkiem CONCACAF. Dwa najsilniejsze państwa, Brazylia i Argentyna, wystawiły po 4 kluby. Ponadto Argentynę reprezentował piąty klub – broniący tytułu Boca Juniors. Reszta państw oprócz Meksyku i Wenezueli wystawiła po trzy kluby, natomiast Meksyk i Wenezuela po dwa kluby.
Boca Juniors nie zdołał trzeci raz z rzędu zdobyć najważniejszego klubowego pucharu Ameryki Południowej, ulegając w ćwierćfinale paragwajskiemu klubowi Club Olimpia, który okazał się później ostatecznym triumfatorem turnieju.
Na początku turnieju rozegrana została faza wstępna, gdzie zmierzyły się ze sobą dwa kluby meksykańskie i dwa wenezuelskie. Do fazy grupowej awansowały oba kluby z Meksyku. W fazie grupowej 32 kluby podzielono na 8 grup liczących po 4 drużyny. Do 1/8 finału awansowały po dwa najlepsze kluby z każdej grupy.
W 1/8 finału wylosowano osiem par, które wyłoniły ośmiu ćwierćfinalistów. W ćwierćfinale wylosowano cztery pary, które wyłoniły czterech półfinalistów. W półfinale dwie pary wyłoniły dwóch finalistów.
Znakomicie spisały się kluby meksykańskie, Club América i Monarcas Morelia, które w ćwierćfinale zmierzyły się ze sobą o awans do półfinału. Lepsza okazała się América, która w półfinale uległa brazylijskiej drużynie AD São Caetano.
Obok Meksyku tylko Brazylia i Urugwaj wprowadziły do ćwierćfinału po dwa kluby, podczas gdy Argentyna i Paragwaj tylko po jednym klubie. W dwóch starciach urugwajsko-brazylijskich zwycięsko wyszły kluby brazylijskie – CA Peñarol uległ zespołowi AD São Caetano po rzutach karnych, a Club Nacional de Football przegrał dwumecz jedną bramką z drużyną Grêmio Porto Alegre.
W półfinale AD São Caetano trafił na meksykański klub América, a Grêmio na paragwajską Olimpię. Wydawało się więc, że finał będzie wewnętrzną sprawą klubów z Brazylii. Olimpia jednak udowodniła, że wyeliminowanie broniącego tytułu klubu Boca Juniors nie było przypadkiem. Dwa zacięte boje pozostały nierozstrzygnięte i dopiero rzuty karne zdecydowały, że to nie Grêmio, lecz Olimpia będzie walczyć w finale.
Gdy w finale Olimpia przegrała u siebie 0:1 z AD São Caetano, sprawa ostatecznego triumfu wydawała się być przesądzona. W Brazylii Olimpia wygrała jednak 2:1 i o zdobyciu pucharu zadecydowały karne, które lepiej egzekwowali piłkarze z Paragwaju.
Najsłabiej w tej edycji turnieju, obok klubów wenezuelskich, spisały się kluby z Peru. Alianza Lima i Club Sporting Cristal nie wygrały żadnego z 12 meczów, i tylko Alianza zdołała raz zremisować. Honor peruwiańskiej piłki uratował klub Club Cienciano, awansując z fazy grupowej dzięki lepszej różnicy bramek.

## 1/32 finału
Runda kwalifikacyjna: Meksyk, Wenezuela
| 26.09.2001 Trujillanos FC – Caracas FC 1:0 (1:0) - 1:0 José Félix Gutiérrez 32 |
| 03.10.2001 Monarcas Morelia – Club América 1:3 (1:2) - 0:1 Marcelo de Faria 17, 0:2 Jesús Mendoza 40, 1:2 Adrián Cano 45, 1:3 Leonardo Fabio Moreno 48 |
| 16.10.2001 Trujillanos FC – Monarcas Morelia 0:1 (0:1) - 0:1 Javier Lozano Chavira 11 |
| 18.10.2001 Caracas FC – Monarcas Morelia 3:1 (1:0) - 1:0 Alexander Rondón 17, 2:0 Jorge Alberto Rojas 64, 3:0 Héctor Augusto González 79, 3:1 Javier Lozano Chavira 83 |
| 23.10.2001 Trujillanos FC – Club América 2:1 (1:1) - 1:0 Jovanny Rivero 19, 1:1 Leonardo Fabio Moreno 35, 2:1 Daniel Muñoz 65 |
| 25.10.2001 Caracas FC – Club América 1:1 (1:0) - 0:1 Iván Luis Zamorano 7, 1:1 Héctor Augusto González 72 |
| 31.10.2001 Club América – Monarcas Morelia 2:0 (0:0) - 1:0 Iván Luis Zamorano 67, 2:0 Christian Patiño 86 |
| 31.10.2001 Caracas FC – Trujillanos FC 3:0 (0:0) - 1:0 Rodrigo Sebastián Riep 55, 2:0 Héctor Augusto González 83, 3:0 Ederley Pereira 89k |
| 20.11.2001 Monarcas Morelia – Trujillanos FC 3:0 (1:0) - 1:0 José Antonio Noriega 11k, 2:0 José Antonio Noriega 83k, 3:0 Ismael Íñiguez 85 |
| 22.11.2001 Club América – Trujillanos FC 7:1 (3:1) - 1:0 Iván Luis Zamorano 18, 1:1 José Félix Gutiérrez 24, 2:1 Frankie Oviedo 33, 3:1 Iván Luis Zamorano 41, 4:1 Leonardo Fabio Moreno 51, 5:1 Iván Luis Zamorano 53, 6:1 José Enrique García 86, 7:1 Leonardo Fabio Moreno 92 |
| 27.11.2001 Monarcas Morelia – Caracas FC 3:0 (1:0) - 1:0 Darío Javier Franco 34, 2:0 José Antonio Noriega 49, 3:0 Alex Fernandes 90 |
| 29.11.2001 Club América – Caracas FC 1:0 (0:0) - 1:0 Jesús Mendoza 62 |

| Klub             | Mecze | Zw | Rem | Por | Pkt | BrZd | BrStr |
| ---------------- | ----- | -- | --- | --- | --- | ---- | ----- |
| Club América     | 6     | 4  | 1   | 1   | 13  | 15   | 5     |
| Monarcas Morelia | 6     | 3  | 0   | 3   | 9   | 9    | 8     |
| Caracas FC       | 6     | 2  | 1   | 3   | 7   | 7    | 7     |
| Trujillanos FC   | 6     | 2  | 0   | 4   | 6   | 4    | 15    |

## 1/16 finału

### Grupa 1
| 05.02 Alianza Lima – Cerro Porteño 0:0 |
| 06.02 CD Cobreloa – São Caetano 2:1 (1:0) - 1:0 Cristián Alejandro Gómez 45, 1:1 Wágner 56, 2:1 Mauricio Hernán Dinamarca 67                                                                              |
| 13.02 São Caetano – Alianza Lima 4:0 (1:0) - 1:0 Serginho 21, 2:0 Brandão 55, 3:0 Brandão 71, 4:0 Daniel 75                                                                                               |
| 19.02 Cerro Porteño – CD Cobreloa 3:0 (2:0) - 1:0 César Augusto Ramírez 19, 2:0 Francisco Flaminio Ferreira 39, 3:0 César Augusto Ramírez 80                                                              |
| 26.02 CD Cobreloa – Alianza Lima 5:0 (1:0) - 1:0 Cristián Alejandro Gómez 2, 2:0 Juan Carlos Madrid 58, 3:0 Fernando Andrés Cornejo 63k, 4:0 Patricio Sebastián Galaz 65, 5:0 Patricio Sebastián Galaz 73 |
| 05.03 Cerro Porteño – São Caetano 1:3 (1:1) - 1:0 César Augusto Ramírez 22, 1:1 Wágner 30, 1:2 Rubens Cardoso 59, 1:3 Brandão 75 - mecz rozegrany został w Ciudad del Este                                |
| 13.03 Cerro Porteño – Alianza Lima 2:0 (0:0) - 1:0 Jorge Daniel Achucarro 58, 2:0 José Alberto Soto 64s                                                                                                   |
| 14.03 São Caetano – CD Cobreloa 3:0 (1:0) - 1:0 Brandão 24, 2:0 Wágner 72, 3:0 Cristián Alejandro Gómez 76s                                                                                               |
| 28.03 Alianza Lima – São Caetano 0:3 (0:3) - 0:1 Wágner 22, 0:2 Brandão 30, 0:3 Messias 45 |
| 04.04 CD Cobreloa – Cerro Porteño 3:0 (1:0) - 1:0 Patricio Sebastián Galaz 37, 2:0 Mauricio Hernán Dinamarca 54, 3:0 Osvaldo Francisco Canobbio 90                                                        |
| 10.04 São Caetano – Cerro Porteño 0:1 (0:0) - 0:1 Jorge Daniel Achucarro 71 |
| 10.04 Alianza Lima – CD Cobreloa 1:2 (0:0) - 0:1 Mauricio Hernán Dinamarca 69, 1:1 Wilmer Alexander Aguirre 75, 1:2 Osvaldo Francisco Canobbio 87                                                         |

| Klub          | Mecze | Zw | Rem | Por | Pkt | BrZd | BrStr |
| ------------- | ----- | -- | --- | --- | --- | ---- | ----- |
| São Caetano   | 6     | 4  | 0   | 2   | 12  | 14   | 4     |
| CD Cobreloa   | 6     | 4  | 0   | 2   | 12  | 12   | 8     |
| Cerro Porteño | 6     | 3  | 1   | 2   | 10  | 7    | 6     |
| Alianza Lima  | 6     | 0  | 1   | 5   | 1   | 1    | 16    |

### Grupa 2
| 07.02 Oriente Petrolero – Grêmio Porto Alegre 2:4 (2:2) - 0:1 Rodrigo Mendes 19, 0:2 Rodrigo Mendes 20, 1:2 José Alfredo Castillo 31, 2:2 Fabio Miguel Giménez 43, 2:3 Rodrigo Mendes 73, 2:4 Ânderson Lima 90                      |
| 08.02 Club Cienciano – 12 de Octubre FC 3:0 (0:0) - 1:0 Héctor Hernández 49, 2:0 Héctor Hernández 74, 3:0 Germán Carty 80 |
| 13.02 Oriente Petrolero – Club Cienciano 3:1 (1:0) - 1:0 Roger Suárez 44, 2:0 Fabio Miguel Giménez 60, 3:0 José Alfredo Castillo 79, 3:1 Jean Garrafa 83                                                                            |
| 20.02 12 de Octubre FC – Oriente Petrolero 3:2 (1:0) - 1:0 José Mendieta 10, 1:1 José Alfredo Castillo 46, 2:1 César Daniel Cáceres 49, 3:1 César Daniel Cáceres 56, 3:2 Fabio Miguel Giménez 63 - mecz rozegrany został w Asunción |
| 20.02 Grêmio Porto Alegre – Club Cienciano 2:0 (1:0) - 1:0 Fábio Baiano 11, 2:0 Rodrigo Mendes 66 |
| 28.02 Grêmio Porto Alegre – Oriente Petrolero 3:2 (2:0) - 1:0 Rodrigo Mendes 29, 2:0 Rodrigo Mendes 39, 3:0 Rodrigo Mendes 68, 3:1 Fabio Miguel Giménez 82, 3:2 Fabio Miguel Giménez 90                                             |
| 12.03 12 de Octubre FC – Grêmio Porto Alegre 1:0 (0:0) - 1:0 Luis Alberto Monzón 75 - mecz rozegrany został w Asunción |
| 19.03 12 de Octubre FC – Club Cienciano 1:0 (1:0) - 1:0 Raúl Román 26 - mecz rozegrany został w Asunción |
| 02.04 Oriente Petrolero – 12 de Octubre FC 1:0 (1:0) - 1:0 José Alfredo Castillo 38 |
| 03.04 Club Cienciano – Grêmio Porto Alegre 2:1 (0:0) - 1:0 Ernesto Zapata 49, 1:1 Rodrigo Mendes 62, 2:1 Gerardo Fernández 79 |
| 09.04 Grêmio Porto Alegre – 12 de Octubre FC 1:0 (0:0) - 1:0 Ânderson Lima 78 |
| 09.04 Club Cienciano – Oriente Petrolero 2:0 (2:0) - 1:0 Héctor Hernández 15, 2:0 César Ccahuantico 17 |

| Klub                | Mecze | Zw | Rem | Por | Pkt | BrZd | BrStr |
| ------------------- | ----- | -- | --- | --- | --- | ---- | ----- |
| Grêmio Porto Alegre | 6     | 4  | 0   | 2   | 12  | 11   | 7     |
| Club Cienciano      | 6     | 3  | 0   | 3   | 9   | 8    | 7     |
| 12 de Octubre FC    | 6     | 3  | 0   | 3   | 9   | 5    | 7     |
| Oriente Petrolero   | 6     | 2  | 0   | 4   | 6   | 10   | 13    |

### Grupa 3
| 05.02 Real Potosí – San Lorenzo de Almagro 1:0 (1:0) - 1:0 Roberto Carlos Correa 19 |
| 05.02 CD El Nacional – CA Peñarol 1:0 (1:0) - 1:0 Evelio Ordóñez 14 |
| 19.02 CA Peñarol – Real Potosí 4:0 (3:0) - 1:0 Daniel Ángel Jiménez 20, 2:0 Carlos Bueno 35, 3:0 Fernando Jorge Fajardo 45, 4:0 Pablo Javier Bengoechea 85k                                                                    |
| 26.02 San Lorenzo de Almagro – CD El Nacional 1:0 (1:0) - 1:0 Alberto Acosta 9k |
| 05.03 Real Potosí – CD El Nacional 2:4 (1:2) - 0:1 Evelio Ordóñez 7, 1:1 Christian Reynaldo 23, 1:2 Evelio Ordóñez 34, 1:3 Daniel Valencia 79, 1:4 Daniel Valencia 88, 2:4 Richard Cueto 90                                    |
| 06.03 CA Peñarol – San Lorenzo de Almagro 1:0 (0:0) - 1:0 Fabián Canobbio 76 |
| 12.03 CA Peñarol – CD El Nacional 3:0 (2:0) - 1:0 Gabriel Cedrés 2, 2:0 Pablo Javier Bengoechea 29k, 3:0 Joseph Akongo 90 |
| 12.03 San Lorenzo de Almagro – Real Potosí 5:1 (2:1) - 1:0 Alberto Acosta 1, 1:1 Roberto Carlos Correa 34, 2:1 Claudio Romualdo Sarría 43, 3:1 Diego Raúl Capria 58, 4:1 Raúl Enrique Estévez 73, 5:1 Guillermo Luis Franco 90 |
| 19.03 Real Potosí – CA Peñarol 6:1 (2:0) - 1:0 Raúl Cardozo 25, 2:0 Christian Reynaldo 26, 3:0 Christian Reynaldo 52, 4:0 Darwin Peña 55, 4:1 Gabriel Cedrés 65, 5:1 Wilder Zabala 81, 6:1 Christian Reynaldo 87               |
| 19.03 CD El Nacional – San Lorenzo de Almagro 3:0 (1:0) - 1:0 Santiago Damián Morales 42, 2:0 Evelio Ordóñez 69, 3:0 Ángel Oswaldo Fernández 81                                                                                |
| 09.04 San Lorenzo de Almagro – CA Peñarol 0:2 (0:2) - 0:1 Gabriel Cedrés 8, 0:2 Pablo Gaglianone 20 |
| 09.04 CD El Nacional – Real Potosí 2:0 (0:0) - 1:0 Diego Rodrigo Herrera 64, 2:0 Franklin Anangonó 71 |

| Klub                   | Mecze | Zw | Rem | Por | Pkt | BrZd | BrStr |
| ---------------------- | ----- | -- | --- | --- | --- | ---- | ----- |
| CA Peñarol             | 6     | 4  | 0   | 2   | 12  | 11   | 7     |
| CD El Nacional         | 6     | 4  | 0   | 2   | 12  | 10   | 6     |
| San Lorenzo de Almagro | 6     | 2  | 0   | 4   | 6   | 6    | 8     |
| Real Potosí            | 6     | 2  | 0   | 4   | 6   | 10   | 16    |

### Grupa 4
| 05.02 Athletico Paranaense – Club Bolívar 1:2 (1:2) - 0:1 Edgar Rolando Olivares 9, 1:1 Alex Mineiro 36, 1:2 Joaquín Botero 44 |
| 07.02 América Cali – Olmedo Riobamba 1:0 (0:0) - 1:0 Jorge Banguero 82 |
| 19.02 Olmedo Riobamba – Athletico Paranaense 2:1 (1:1) - 1:0 Max Mecías 10, 1:1 Alessandro 17, 2:1 Max Mecías 69 |
| 20.02 Club Bolívar – América Cali 1:1 (0:1) - 0:1 Edison Mafla 24, 1:1 Rubén Darío Tufiño 80 |
| 27.02 Athletico Paranaense – América Cali 1:1 (1:0) - 1:0 Flávio Luiz 3, 1:1 Pablo Andrés Jaramillo 80 |
| 28.02 Olmedo Riobamba – Club Bolívar 4:1 (1:0) - 1:0 Carlos Caicedo 37, 2:0 Héctor González 49, 3:0 Daniel Mina 68, 3:1 Joaquín Botero 72k, 4:1 Miguel Prado 74k |
| 05.03 Olmedo Riobamba – América Cali 1:0 (1:0) - 1:0 Daniel Mina 42 |
| 12.03 Club Bolívar – Athletico Paranaense 5:5 (1:5) - 1:0 Miguel Ángel Mercado 14, 1:1 Kléberson 21, 1:2 Ilan 29, 1:3 Dagoberto 36, 1:4 Adriano Gabiru 42, 1:5 Ilan 45, 2:5 Horacio Chiorazzo 59, 3:5 Martín Lígori 74, 4:5 Julio César Ferreira 83, 5:5 Horacio Chiorazzo 90 |
| 19.03 Athletico Paranaense – Olmedo Riobamba 2:0 (1:0) - 1:0 Luisinho Netto 27, 2:0 Luisinho Netto 84 |
| 21.03 América Cali – Club Bolívar 2:0 (1:0) - 1:0 Julián Vásquez 5, 2:0 Julián Vásquez 88 |
| 26.03 Club Bolívar – Olmedo Riobamba 2:0 (2:0) - 1:0 Joaquín Botero 26, 2:0 Horacio Chiorazzo 32 |
| 27.03 América Cali – Athletico Paranaense 5:0 (1:0) - 1:0 David Ferreira 20, 2:0 Edison Mafla 65, 3:0 Tressor Moreno 71, 4:0 Edison Mafla 78k, 5:0 Fabián Vargas 90k |

| Klub                 | Mecze | Zw | Rem | Por | Pkt | BrZd | BrStr |
| -------------------- | ----- | -- | --- | --- | --- | ---- | ----- |
| América Cali         | 6     | 3  | 2   | 1   | 11  | 10   | 3     |
| Olmedo Riobamba      | 6     | 3  | 0   | 3   | 9   | 7    | 7     |
| Club Bolívar         | 6     | 2  | 2   | 2   | 8   | 11   | 13    |
| Athletico Paranaense | 6     | 1  | 2   | 3   | 5   | 10   | 15    |

### Grupa 5
| 05.02 Monarcas Morelia – CA Vélez Sarsfield 0:0 |
| 06.02 Club Sporting Cristal – Club Nacional de Football 3:4 (1:1) - 1:0 Julinho 38, 1:1 Richard Morales 45, 1:2 Óscar Javier Morales 46, 1:3 Richard Morales 48, 1:4 Gustavo Emilio Méndez 82, 2:4 Flavio Maestri 86, 3:4 Flavio Maestri 90 |
| 21.02 Club Nacional de Football – Monarcas Morelia 3:3 (2:1) - 1:0 Fabián Coelho 2, 1:1 Diego Alberto Galván 42, 2:1 Alejandro Lembo 43, 3:1 Andrés Scotti 67, 3:2 Flavio Germán Davino 78, 3:3 José Antonio Noriega 90                     |
| 26.02 CA Vélez Sarsfield – Club Sporting Cristal 1:0 (1:0) - 1:0 Roberto Antonio Nanni 13 |
| 05.03 Club Nacional de Football – CA Vélez Sarsfield 2:2 (1:0) - 1:0 Richard Morales 35, 1:1 Roberto Antonio Nanni 52, 1:2 Federico Hernán Domínguez 68, 2:2 Richard Morales 80                                                             |
| 05.03 Monarcas Morelia – Club Sporting Cristal 4:0 (3:0) - 1:0 Hugo Guillermo Chávez 7, 2:0 Alex Fernandes 10, 3:0 Flavio Germán Davino 29, 4:0 Ismael Íñiguez 46                                                                           |
| 13.03 CA Vélez Sarsfield – Monarcas Morelia 2:3 (0:0) - 1:0 Federico Hernán Domínguez 57k, 1:1 Alex Fernandes 68, 1:2 José Antonio Noriega 75, 1:3 Alex Fernandes 78, 2:3 Roberto Antonio Nanni 86                                          |
| 14.03 Club Nacional de Football – Club Sporting Cristal 1:0 (1:0) - 1:0 Óscar Javier Morales 28 |
| 20.03 Club Sporting Cristal – CA Vélez Sarsfield 2:3 (2:2) - 0:1 Federico Hernán Domínguez 3, 0:2 Emiliano Ariel Dudar 5, 1:2 Julinho 24, 2:2 Flavio Maestri 43, 2:3 Patricio Fuentes 72                                                    |
| 04.04 Monarcas Morelia – Club Nacional de Football 4:2 (2:1) - 1:0 José Antonio Noriega 4, 1:1 Gustavo Varela 15, 2:1 Alejandro Glaría 44, 2:2 Damián Rodríguez 52, 3:2 Alex Fernandes 54, 4:2 José Antonio Noriega 64k                     |
| 11.04 Club Sporting Cristal – Monarcas Morelia 0:1 (0:1) - 0:1 Alex Fernandes 1 |
| 11.04 CA Vélez Sarsfield – Club Nacional de Football 0:1 (0:1) - 0:1 Marco Eduardo Vanzini 14 |

| Klub                      | Mecze | Zw | Rem | Por | Pkt | BrZd | BrStr |
| ------------------------- | ----- | -- | --- | --- | --- | ---- | ----- |
| Monarcas Morelia          | 6     | 4  | 2   | 0   | 14  | 15   | 7     |
| Club Nacional de Football | 6     | 3  | 2   | 1   | 11  | 13   | 12    |
| CA Vélez Sarsfield        | 6     | 2  | 2   | 2   | 8   | 8    | 8     |
| Club Sporting Cristal     | 6     | 0  | 0   | 6   | 0   | 5    | 14    |

### Grupa 6
| 06.02 Montevideo Wanderers – CS Emelec 3:1 (2:0) - 1:0 Julio de Souza 31, 2:0 Julio de Souza 46, 3:0 Claudio Martín Dadómo 47, 3:1 Carlos Alberto Juárez 86k         |
| 13.02 Boca Juniors – Santiago Wanderers 0:0 |
| 19.02 Santiago Wanderers – Montevideo Wanderers 1:1 (1:0) - 1:0 Christian Gálvez Núñez 41, 1:1 Sergio Blanco 90k - mecz rozegrany został w Viña del Mar              |
| 27.02 CS Emelec – Boca Juniors 1:2 (0:0) - 1:0 Luis Moreira 48, 1:1 Guillermo Barros Schelotto 81k, 1:2 Héctor Bracamonte 89                                         |
| 06.03 Boca Juniors – Montevideo Wanderers 2:0 (1:0) - 1:0 Nicolás Burdisso 13, 2:0 Cristián Traverso 70                                                              |
| 06.03 CS Emelec – Santiago Wanderers 1:1 (0:0) - 1:0 Carlos Alberto Juárez 68, 1:1 Jaime Eduardo Riveros 75                                                          |
| 13.03 CS Emelec – Montevideo Wanderers 0:1 (0:0) - 0:1 Sergio Blanco 85k                                                                                             |
| 14.03 Santiago Wanderers – Boca Juniors 1:0 (0:0) - 1:0 Silvio Fernández Dos Santos 47 - mecz rozegrany został w Viña del Mar                                        |
| 20.03 Montevideo Wanderers – Santiago Wanderers 3:1 (1:0) - 1:0 Sebastián Eguren 30, 2:0 Silvio Fernández Dos Santos 55s, 3:0 Sergio Blanco 75, 3:1 Héctor Robles 80 |
| 20.03 Boca Juniors – CS Emelec 1:0 (1:0) - 1:0 Guillermo Barros Schelotto 24                                                                                         |
| 10.04 Montevideo Wanderers – Boca Juniors 0:2 (0:0) - 0:1 Walter Gaitán 69, 0:2 Christian Giménez 81                                                                 |
| 10.04 Santiago Wanderers – CS Emelec 2:1 (0:0) - 1:0 Silvio Fernández Dos Santos 49, 1:1 Pavel Caicedo 56, 2:1 Luis Alberto Zambrano 84s                             |

| Klub                 | Mecze | Zw | Rem | Por | Pkt | BrZd | BrStr |
| -------------------- | ----- | -- | --- | --- | --- | ---- | ----- |
| Boca Juniors         | 6     | 4  | 1   | 1   | 13  | 7    | 2     |
| Montevideo Wanderers | 6     | 3  | 1   | 2   | 10  | 8    | 7     |
| Santiago Wanderers   | 6     | 2  | 3   | 1   | 9   | 6    | 6     |
| CS Emelec            | 6     | 0  | 1   | 5   | 1   | 4    | 10    |

### Grupa 7
| 06.02 Club América – Talleres Córdoba 2:0 (0:0) - 1:0 Marcelo Lipatín 67, 2:0 Hugo Castillo 69 |
| 14.02 River Plate – Talleres Córdoba 0:0 |
| 20.02 Deportivo Tuluá – Club América 0:2 (0:1) - 0:1 Hugo Castillo 38, 0:2 Jesús López Meneses 47 - mecz rozegrany został w Pereira |
| 27.02 Talleres Córdoba – Deportivo Tuluá 2:1 (1:0) - 1:0 Federico Antonio Astudillo 43, 1:1 Álex Gustavo Rodríguez 58, 2:1 Diego Garay 68 |
| 28.02 River Plate – Club América 0:1 (0:1) - 0:1 Frankie Oviedo 21 |
| 07.03 River Plate – Deportivo Tuluá 2:0 (0:0) - 1:0 Esteban Cambiasso 49, 2:0 Juan Esnaider 85 |
| 12.03 Deportivo Tuluá – Talleres Córdoba 4:2 (2:0) - 1:0 Rogerio Pereira 7, 2:0 Rogerio Pereira 24, 3:0 Mayer Andrés Candelo 46, 3:1 Eber Fernández 59, 4:1 Marcos Ferreira 62, 4:2 Federico Antonio Astudillo 90 - mecz rozegrany został w Pereira                                |
| 13.03 Club América – River Plate 0:0 |
| 21.03 Talleres Córdoba – Club América 0:1 (0:1) - 0:1 Luis Hernández 23 |
| 21.03 Deportivo Tuluá – River Plate 2:5 (0:2) - 0:1 Alejandro Damián Domínguez 8, 0:2 Matías Emanuel Lequi 37, 1:2 Alexander Posada 47, 1:3 Ariel Ortega 55, 1:4 Alejandro Damián Domínguez 60, 1:5 Martín Demichelis 70, 2:5 Marcos Ferreira 79 - mecz rozegrany został w Pereira |
| 11.04 Talleres Córdoba – River Plate 1:1 (0:0) - 0:1 Marcelo Escudero 52, 1:1 Federico Antonio Astudillo 86 |
| 11.04 Club América – Deportivo Tuluá 3:2 (1:0) - 1:0 Ricardo David Páez 17, 1:1 Óscar Díaz Asprilla 19, 2:1 Marcelo Lipatín 47, 3:1 Moctezuma Serrato 64, 3:2 Frank Torres 73 |

| Klub             | Mecze | Zw | Rem | Por | Pkt | BrZd | BrStr |
| ---------------- | ----- | -- | --- | --- | --- | ---- | ----- |
| Club América     | 6     | 5  | 1   | 0   | 16  | 9    | 2     |
| River Plate      | 6     | 2  | 3   | 1   | 9   | 8    | 4     |
| Talleres Córdoba | 6     | 1  | 2   | 3   | 5   | 5    | 9     |
| Deportivo Tuluá  | 6     | 1  | 0   | 5   | 3   | 9    | 16    |

### Grupa 8
| 06.02 Once Caldas – CR Flamengo 1:0 (0:0) - 1:0 Sergio Galván Rey 48 |
| 14.02 CR Flamengo – CD Universidad Católica 1:3 (1:0) - 1:0 Felipe Melo 27, 1:1 Miguel Ramírez 48, 1:2 Arturo Andrés Norambuena 51, 1:3 Milovan Mirosevic 84             |
| 21.02 Club Olimpia – Once Caldas 3:2 (2:2) - 0:1 Sergio Galván Rey 11, 1:1 Richart Báez 17, 2:1 Richart Báez 20, 2:2 Julio César Enciso 40s, 3:2 Miguel Ángel Benítez 57 |
| 27.02 CD Universidad Católica – Club Olimpia 0:1 (0:1) - 0:1 Juan Carlos Franco 25                                                                                       |
| 27.02 CR Flamengo – Once Caldas 4:1 (1:0) - 1:0 Fernando Santos 9, 1:1 Sergio Galván Rey 46, 2:1 Roma 65, 3:1 Juninho Paulista 80k, 4:1 Juninho Paulista 82              |
| 06.03 CR Flamengo – Club Olimpia 0:0 |
| 07.03 Once Caldas – CD Universidad Católica 3:0 (1:0) - 1:0 Léider Preciado 13, 2:0 Raúl Marín 90, 3:0 Raúl Marín 92                                                     |
| 13.03 CD Universidad Católica – CR Flamengo 2:1 (1:1) - 0:1 Felipe Melo 4, 1:1 Milovan Mirosevic 20, 2:1 Miguel Ramírez 64k                                              |
| 19.03 Once Caldas – Club Olimpia 2:1 (1:0) - 1:0 Francisco Foronda 10, 1:1 Mauro Antonio Caballero 66, 2:1 Sergio Galván Rey 91                                          |
| 02.04 Club Olimpia – CD Universidad Católica 1:1 (0:0) - 0:1 Eduardo Daniel Arancibia 62, 1:1 Carlos Estigarribia 76                                                     |
| 10.04 Club Olimpia – CR Flamengo 2:0 (1:0) - 1:0 Gastón Córdoba 28, 1:1 Richart Báez 84                                                                                  |
| 10.04 CD Universidad Católica – Once Caldas 3:1 (1:1) - 1:0 Daniel Reyes Pérez 29, 1:1 Sergio Galván Rey 45, 2:1 Iván César Gabrich 58, 3:1 Arturo Andrés Norambuena 78  |

| Klub                    | Mecze | Zw | Rem | Por | Pkt | BrZd | BrStr |
| ----------------------- | ----- | -- | --- | --- | --- | ---- | ----- |
| Club Olimpia            | 6     | 3  | 2   | 1   | 11  | 8    | 5     |
| CD Universidad Católica | 6     | 3  | 1   | 2   | 10  | 9    | 8     |
| Once Caldas             | 6     | 3  | 0   | 3   | 9   | 10   | 11    |
| CR Flamengo             | 6     | 1  | 1   | 4   | 4   | 6    | 9     |

## 1/8 finału
| CD Universidad Católica – São Caetano 1:1 i 1:1, karne 2:4 - 25.04 0:1 Anaílson 9, 1:1 Jorge Luis Campos 29 - 01.05 0:1 Brandão 44, 1:1 Arturo Andrés Norambuena 51 - Karne: Miguel Ramírez (+), Arturo Andrés Norambuena (+), Mauricio Segovia (-), Patricio Ormazábal (obronił Silvio Luiz) – Adãozinho (+), Marcos Senna (+), Marlon (+), Daniel (+), Rubens Cardoso (-) |
| River Plate – Grêmio Porto Alegre 1:2 i 0:4 - 24.04 1:0 Eduardo Germán Coudet 46, 1:1 Tinga 56, 1:2 Gilberto 90 - 02.05 0:1 Rodrigo Mendes 41, 0:2 Luizão 45, 0:3 Zinho 69, 0:4 Luís Mário 76 |
| Montevideo Wanderers – CA Peñarol 2:2 i 2:2, karne 0:3 - 24.04 0:1 Carlos Bueno 8, 1:1 Sebastián Eguren 28, 2:1 Sebastián Eguren 32, 2:2 Carlos Bueno 57 - 30.04 0:1 Carlos Bueno 30, 1:1 José Óscar Herrera 55, 1:2 Marcelo Alejandro de Souza 72, 2:2 Alejandro Larrea 84 - Karne: José Óscar Herrera (-), Juan Carlos Lago (-), Jorge Andrés Martínez (-) – Pablo Javier Bengoechea (+), Serafín Fabricio García (+), Robert „El Bola” Lima (+), Nicolás Ezequiel Rotundo (obronił Mauricio Daniel Nanni) |
| Club Nacional de Football – América Cali 1:0 i 0:0 - 23.04 1:0 Marco Eduardo Vanzini 87 - 01.05 0:0 |
| Olmedo Riobamba – Monarcas Morelia 0:5 i 2:3 - 24.04 0:1 José Antonio Noriega 41, 0:2 José Antonio Noriega 48, 0:3 Ismael Íñiguez 70, 0:4 Ismael Íñiguez 83, 0:5 José Antonio Noriega 85 - 30.04 1:0 Eduardo Ianchetti 42, 2:0 Eduardo Ianchetti 52, 2:1 Alex Fernandes 80, 2:2 José Antonio Noriega 83, 3:2 Alex Fernandes 87 |
| CD El Nacional – Boca Juniors 0:0 i 0:2 - 25.04 0:0 - 01.05 0:1 José María Calvo 27, 0:2 Marcelo Delgado 35 |
| Club Cienciano – Club América 0:1 i 1:4 - 23.04 0:1 Reinaldo Navia 69 - 02.05 0:1 Reinaldo Navia 5, 0:2 Hugo Castillo 27, 1:2 Germán Carty 48, 1:3 Christian Patiño 71, 1:4 Reinaldo Navia 90 |
| CD Cobreloa – Club Olimpia 0:2 (wo.) i 1:2 - 23.04 1:0 Mauricio Hernán Dinamarca 10, 1:1 Nelson Fabián Zelaya 12 - mecz przerwany został w połowie przy stanie 1:1 z powodu ataku na sędziego (uderzenie monetą). Przyznano walkower 0:2 dla Olimpii. Stadion Municipal Stadium of Calama zawieszony został do końca 2002. - 02.05 0:1 Miguel Ángel Benítez 24, 0:2 Richart Báez 45, 1:2 Osvaldo Francisco Canobbio 48                                                                                       |

## 1/4 finału
| CA Peñarol – São Caetano 1:0 i 1:2, karne 1:3 - 09.05 1:0 Robert „El Bola” Lima 25 - 14.05 1:0 Daniel Ángel Jiménez 1, 1:1 Jean Carlos 26, 1:2 Somália 54 - Karne: Pablo Javier Bengoechea (+), Carlos Bueno (-), Nicolás Ezequiel Rotundo (-), Robert „El Bola” Lima (-) – Marcos Senna (+), Marlon (+), Robert (+), Adãozinho (obronił Adrián Berbia) |
| Grêmio Porto Alegre – Club Nacional de Football 1:0 i 1:1 - 08.05 1:0 Rodrigo Fabri 79 - 15.05 0:1 Richard Morales 53k, 1:1 Claudiomiro 70 |
| Monarcas Morelia – Club América 1:2 i 1:2 - 07.05 1:0 Carlos Adrián Morales 2, 1:1 Reinaldo Navia 71, 1:2 Reinaldo Navia 75 - 16.05 0:1 Christian Patiño 75, 0:2 José Antonio Castro 83, 1:2 Darío Javier Franco 85 |
| Boca Juniors – Club Olimpia 1:1 i 0:1 - 08.05 1:0 Carlos Tévez 18, 1:1 Christian Alberto Traverso 67s - 16.05 0:1 Néstor Isasi 67 |

## 1/2 finału
| São Caetano – Club América 2:0 i 1:1 - 09.07 1:0 Somália 24, 2:0 Adãozinho 41k - 16.07 1:0 Aílton Delfino 8, 1:1 Pável Pardo 48 |
| Club Olimpia – Grêmio Porto Alegre 3:2 i 0:1, karne 5:4 - 10.07 0:1 Ânderson Lima 13, 1:1 Sergio Daniel Órteman 28, 2:1 Sergio Daniel Órteman 56, 3:1 Miguel Ángel Benítez 62, 3:2 Rodrigo Mendes 85 - 17.07 0:1 Zinho 45 - Karne: Julio César Enciso (+), Sergio Daniel Órteman (+), Hernán Rodrigo López (+), Mauro Antonio Caballero (+), Juan Carlos Franco (+) – Ânderson Lima (+), Ânderson Polga (+), Zinho (+), Fernando Menegazzo (+), Rodrigo Fabri (obronił Ricardo Tavarelli) |

## FINAŁ
| Club Olimpia – São Caetano 0:1 i 2:1, karne 4:2 |
| 24 lipca 2002 Asunción Defensores del Chaco (40 tys.) Club Olimpia – São Caetano 0:1 (0:0) Sędzia: Horacio Elizondo (Argentyna) Bramki: 0:1 Aílton Delfino 61 Żółte kartki: Sergio Daniel Órteman (40) / Marcos Senna (61), Dininho (91). Club Olimpia: Ricardo Tavarelli – Néstor Isasi (65 Virginio Cáceres), Nelson Fabián Zelaya, Julio César Cáceres, Henrique da Silva – Sergio Daniel Órteman, Julio César Enciso, Juan Carlos Franco, Gastón Córdoba – Richart Báez (60 Mauro Antonio Caballero), Miguel Ángel Benítez. Trener: Nery Pumpido AD São Caetano: Silvio Luiz – Russo, Daniel, Dininho, Rubens Cardoso – Aílton Delfino (64 Marlon), Marcos Senna, Adãozinho, Anaílson (79 Wágner) – Robert (61 Serginho), Somália. Trener: Jair Picerni |
| 31 lipca 2002 São Paulo Estádio do Pacaembu (55 tys.) São Caetano – Club Olimpia 1:2 (1:0), karne 2:4 Sędzia: Óscar Ruiz (Kolumbia) Bramki: 1:0 Aílton Delfino 31, 1:1 Gastón Córdoba 49, 1:2 Richart Báez 58 Karne: 1:0 Adãozinho, 1:1 Julio César Enciso, 2:1 Marcos Senna, 2:2 Sergio Daniel Órteman, 2:2 Marlon, 2:3 Hernán Rodrigo López, 2:3 Serginho, 2:4 Mauro Antonio Caballero Żółte kartki: Russo, Marcos Senna / Miguel Ángel Benítez, Julio César Cáceres, Víctor Quintana, Sergio Daniel Órteman Czerwone kartki: Víctor Quintana (86-druga żółta) AD São Caetano: Silvio Luiz – Russo, Daniel, Dininho, Rubens Cardoso – Marcos Senna, Adãozinho, Aílton Delfino (78 Wágner), Robert (60 Serginho) – Anaílson (90 Marlon), Somália. Trener: Jair Picerni Club Olimpia: Ricardo Tavarelli – Néstor Isasi, Nelson Fabián Zelaya, Julio César Cáceres, Henrique da Silva – Julio César Enciso, Víctor Quintana, Sergio Daniel Órteman, Gastón Córdoba (73 Mauro Antonio Caballero) – Miguel Ángel Benítez (81 Juan Carlos Franco), Richart Báez (62 Hernán Rodrigo López). Trener: Nery Pumpido |

## Klasyfikacja
Poniższa tabela ma charakter statystyczny. O kolejności decyduje na pierwszym miejscu osiągnięty etap rozgrywek, a dopiero potem dorobek bramkowo-punktowy. W przypadku klubów, które odpadły w rozgrywkach grupowych o kolejności decyduje najpierw miejsce w tabeli grupy, a dopiero potem liczba zdobytych punktów i bilans bramkowy.
| Poz                                                                       | Klub                      | Mecze | Zw | Rem | Por | Pkt | BrZd | BrStr |
| ------------------------------------------------------------------------- | ------------------------- | ----- | -- | --- | --- | --- | ---- | ----- |
| 1                                                                         | Club Olimpia              | 14    | 8  | 3   | 3   | 27  | 19   | 12    |
| 2                                                                         | São Caetano               | 14    | 7  | 3   | 4   | 24  | 23   | 11    |
| 3                                                                         | Club América              | 18    | 13 | 3   | 2   | 42  | 34   | 13    |
| 4                                                                         | Grêmio Porto Alegre       | 12    | 8  | 1   | 3   | 25  | 22   | 12    |
| 5                                                                         | Monarcas Morelia          | 16    | 9  | 2   | 5   | 29  | 34   | 21    |
| 6                                                                         | CA Peñarol                | 10    | 5  | 2   | 3   | 17  | 17   | 13    |
| 7                                                                         | Club Nacional de Football | 10    | 4  | 4   | 2   | 16  | 15   | 14    |
| 8                                                                         | Boca Juniors              | 10    | 5  | 3   | 2   | 18  | 10   | 4     |
| 9                                                                         | CD El Nacional            | 8     | 4  | 1   | 3   | 13  | 10   | 8     |
| 10                                                                        | América Cali              | 8     | 3  | 3   | 2   | 12  | 10   | 4     |
| 11                                                                        | CD Cobreloa               | 8     | 4  | 0   | 4   | 12  | 13   | 12    |
| 12                                                                        | Montevideo Wanderers      | 8     | 3  | 3   | 2   | 12  | 12   | 11    |
| 13                                                                        | CD Universidad Católica   | 8     | 3  | 3   | 2   | 12  | 11   | 10    |
| 14                                                                        | River Plate               | 8     | 2  | 3   | 3   | 9   | 9    | 10    |
| 15                                                                        | Club Cienciano            | 8     | 3  | 0   | 5   | 9   | 9    | 12    |
| 16                                                                        | Olmedo Riobamba           | 8     | 3  | 0   | 5   | 9   | 9    | 15    |
| 17                                                                        | Cerro Porteño             | 6     | 3  | 1   | 2   | 10  | 7    | 6     |
| 18                                                                        | Santiago Wanderers        | 6     | 2  | 3   | 1   | 9   | 6    | 6     |
| 19                                                                        | Once Caldas               | 6     | 3  | 0   | 3   | 9   | 10   | 11    |
| 20                                                                        | 12 de Octubre FC          | 6     | 3  | 0   | 3   | 9   | 5    | 7     |
| 21                                                                        | CA Vélez Sarsfield        | 6     | 2  | 2   | 2   | 8   | 8    | 8     |
| 22                                                                        | Club Bolívar              | 6     | 2  | 2   | 2   | 8   | 11   | 13    |
| 23                                                                        | San Lorenzo de Almagro    | 6     | 2  | 0   | 4   | 6   | 6    | 8     |
| 24                                                                        | Talleres Cordoba          | 6     | 1  | 2   | 3   | 5   | 5    | 9     |
| 25                                                                        | Oriente Petrolero         | 6     | 2  | 0   | 4   | 6   | 10   | 13    |
| 26                                                                        | Real Potosí               | 6     | 2  | 0   | 4   | 6   | 10   | 16    |
| 27                                                                        | Athletico Paranaense      | 6     | 1  | 2   | 3   | 5   | 10   | 15    |
| 28                                                                        | CR Flamengo               | 6     | 1  | 1   | 4   | 4   | 6    | 9     |
| 29                                                                        | Deportivo Tuluá           | 6     | 1  | 0   | 5   | 3   | 9    | 16    |
| 30                                                                        | CS Emelec                 | 6     | 0  | 1   | 5   | 1   | 4    | 10    |
| 31                                                                        | Alianza Lima              | 6     | 0  | 1   | 5   | 1   | 1    | 16    |
| 32                                                                        | Club Sporting Cristal     | 6     | 0  | 0   | 6   | 0   | 5    | 14    |
| 33                                                                        | Caracas FC                | 6     | 2  | 1   | 3   | 7   | 7    | 7     |
| 34                                                                        | Trujillanos FC            | 6     | 2  | 0   | 4   | 6   | 4    | 15    |
| Podsumowanie: 138 meczów, w tym 25 remisów, 381 bramek – 2,76 bramki/mecz |                           |       |    |     |     |     |      |       |